# Dubofalt
Dubofalt is de merknaam van een speciale, zeer fijne ZOAB, die de geluidsproductie van de band op het wegdek minimaliseert. De Dubofalt-laag absorbeert, eventueel in combinatie met een onderliggende ZOAB, het bandengeluid. Dubofalt is een van de vele geluidsreducerende deklagen.